# Dekadencja
Dekadencja (decadence – fr. z łac. decadentia – odpadnięcie, odstąpienie, zmarnienie) – rozkład wartości kulturowych, społecznych; chylenie się ku upadkowi; kryzys lub schyłek (literatury, sztuki itp.).

## Dekadencja w literaturze
Pojęcie dekadencji jest używane jako synonim dekadentyzmu. Był to kierunek w literaturze francuskiej, którego nazwa pochodziła od tytułu czasopisma Decadent, ukazującego się w 1886 roku. Pierwotnie słowo „dekadencja” było stosowane przez krytyków jako negatywna ocena czyjegoś dorobku pisarskiego. Użył go Désiré Nisard do opisu literatury rzymskiej w swoim zbiorze Études de moeurs et de critique sur les poètes latins de la décadence (1834). Podchwycili ten termin literaci francuscy z przełomu XIX i XX w., a rozpropagowali go Théophile Gautier, Jules Laforgue oraz Charles Baudelaire.
Podkreślano tym samym przekonanie o kryzysie i upadku cywilizacji europejskiej, poczucie pesymizmu, zwracając się ku indywidualizmowi oraz estetyzmowi. Za typową powieść „dekadencji” traktuje się Na wspak (A rebours) Huysmansa. Historycznie sytuuje się dekadentyzm między romantyzmem a modernizmem.

## Znaczenie wleninizmie
Włodzimierz Lenin kontynuował i rozszerzył znaczenie określenia dekadencja w swej teorii imperializmu jako ekonomiczna motywacja poczynań politycznych.
Według Lenina, kapitalizm znajduje się w swej schyłkowej fazie i nie jest już więcej w stanie przyczynić się do dalszego rozwoju społeczeństwa. Ponieważ społeczeństwo na zachodzie dojrzało do rewolucji socjalistycznej, oczekiwał on upadku impetu w aktywności gospodarczej i nasilenia niezdrowych zjawisk ekonomicznych. Według Lenina, I wojna światowa miała stanowić dowód politycznej dekadencji rozwiniętych państw kapitalistycznych, w której zamiast rozwijać się niweczą one owoce własnych osiągnięć.
Trockiści byli podzieleni co do zasadności tez Lenina w obliczu propagowanej przez nich tezy o nieustannej rewolucji. Natomiast staliniści w zasadzie bronili tezy teorii imperializmu Lenina o dekadencji w dyskursie z trockistami. Trockiści zwykle podkreślają, że kapitalizm na zachodzie nadal jest postępowy i maszeruje w kierunku rozwoju technicznego, akumulując wciąż coraz więcej dóbr. Natomiast zwolennicy Lenina, między innymi Stalin i Mao, twierdzili, że nic więcej już nie pozostało imperializmowi jak tylko wymrzeć, albowiem nie jest on już więcej w stanie wnieść niczego postępowego.

## Reprezentanci
- Charles Baudelaire
- Franz von Bayros
- Aubrey Beardsley
- Félicien Rops